# Chiesa di San Paolo (Sorrento)
La chiesa di San Paolo è una chiesa monumentale situata nel centro storico di Sorrento: ad essa annessa è anche l'omonimo convento delle monache benedettine, trasformato poi in un istituto scolastico.

## Storia e descrizione
La chiesa, come testimoniato da alcuni documenti, esisteva già prima dell'872; saccheggiata dai turchi nel 1558, ha subito nel corso dei secolo numerosi rifacimenti che ne hanno alterato l'aspetto originario: in particolar modo i lavori di restauro del XVIII secolo, precisamente quelli partiti dopo il terremoto del 1731, hanno conferito alla struttura un aspetto tipicamente barocco.

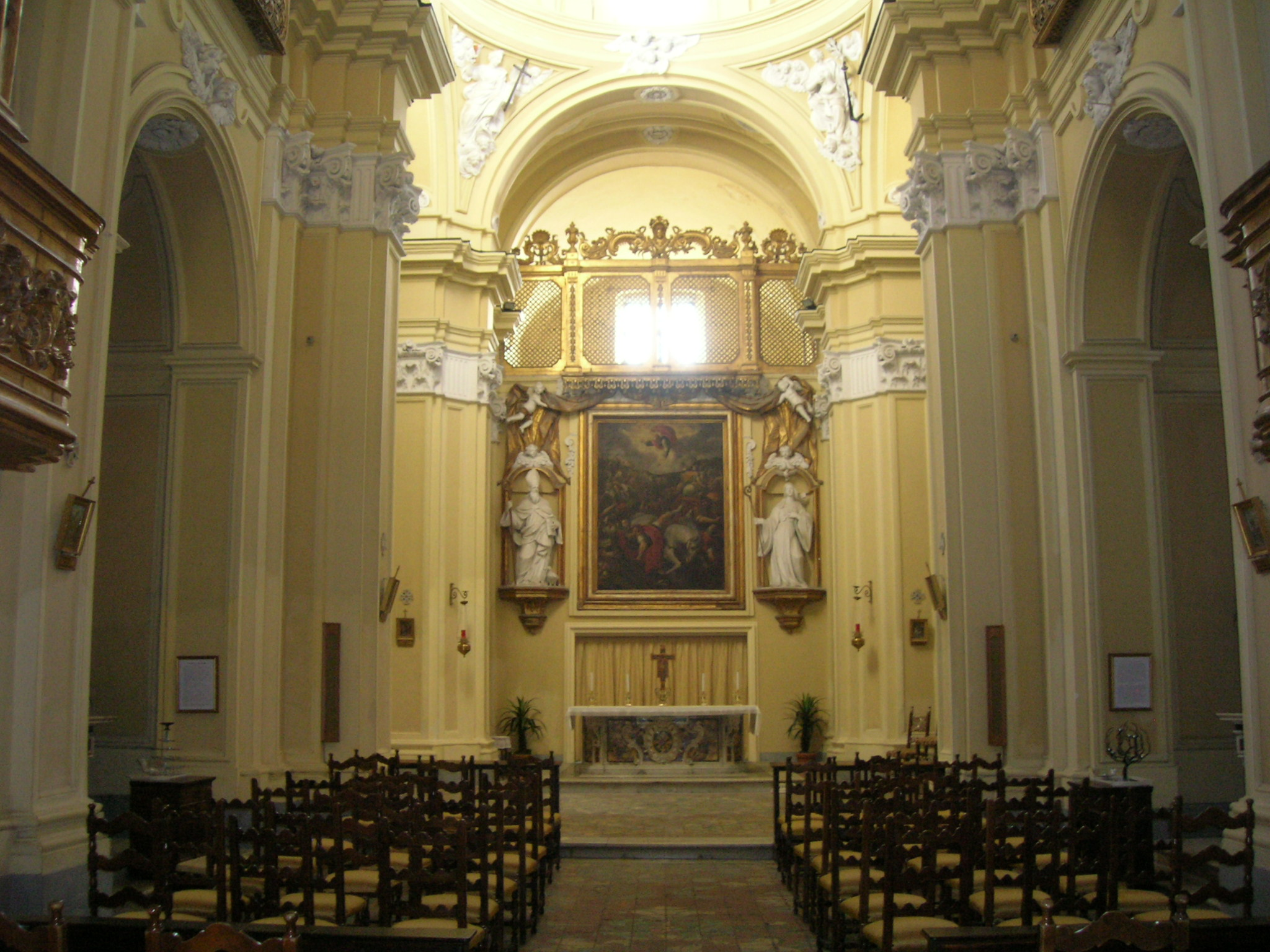
L'interno

La facciata è stata rifatta nel 1725 anche se è rimasta incompleta nella parte superiore: questa è caratterizzata dall'uso della colonna murale, tipico stile architettonico utilizzato da Michelangelo Buonarroti; la parte inferiore è realizzata in tufo, decorato in ordine dorico, con il portale d'ingresso incassato tra due colonne, mentre la parte superiore è semplicemente tinteggiata, con al centro una finestra circolare. Internamente la chiesa è a croce latina, a navata unica con volta a botte, decorata da lunette e stucchi, oltre a diversi palchi e coretti, in legno, da cui un tempo le monache assistevano alle celebrazioni sacre; lungo la navata si aprono due cappelle su ogni lato, entrambe adornate con marmi policromi intarsiati: in una cappella di destra una porta conduce all'ex monastero, mentre in una cappella di sinistra, un altro ingresso conduce alla sagrestia. Sull'altare maggiore, oltre ad una mensa in marmi policromi, è presente una tela raffigurante la Conversione di san Paolo, con ai lati le statue di santa Scolastica e san Benedetto: ai lati del presbiterio la cappella sul lato destro ospita una tela del 1729 che rappresenta San Benedetto e santa Scolastica che mostrano la sacra regola a Placido e Mauro, mentre nella cappella sul lato sinistro è un'altra tela con la raffigurazione dell'Assunzione della Madonna in cielo, datata 1736. Caratteristica è l'intera pavimentazione della chiesa, discretamente conservata, in maiolica su cotto, decorata con disegni di animali, fiori e foglie: le maioliche sono inoltre anche utilizzate per rivestire esternamente la cupola; è dotata di un piccolo campanile.